# Gartenbaufachwerker
Der Gartenbaufachwerker ist ein Teilberuf des Gartenbaus.
Gartenbaufachwerker führen im weitesten Sinne alle praktischen Arbeiten durch, die im Zusammenhang mit der Anlage und Pflege von Gärten und Grünanlagen stehen. Dazu gehören das Legen von Wegen mit unterschiedlichstem Belag, das Zäune setzen oder das Verlegen von Drainagerohren ebenso wie der Anbau von Nutz- und Zierpflanzen.
Die Ausbildung zum Gartenbaufachwerker ist im Berufsbildungsgesetz (§ 66 BBiG), den entsprechenden landesrechtlichen Bestimmungen zur Förderung behinderter Menschen und in der Handwerksordnung (§ 42 HwO) geregelt. Im Allgemeinen umfasst sie eine dreijährige Lehrzeit im Berufsbildungswerk und in einer Berufsschule. Spezialisierungen sind zum Beispiel für den Zierpflanzenbau und den Garten- und Landschaftsbau möglich.